# Ackera Nugent
Ackera Nugent, född 29 april 2002, är en jamaicansk friidrottare som tävlar i häcklöpning.
Nugent tog guld på 100 meter häck vid U20-VM år 2021.